# كونيساكي (أويتا)
مدينة كونيساكي (بالإنجليزية: Kunisaki)‏ هي أحد المدن التابعة لمحافظة أويتا. تأسست رسميًا في 31/03/2006. ويقدر عدد سكانها بـ 33473 نسمة حسب تقدير مكتب الإحصاء الياباني لعام 2012. تبلغ مساحة كونيساكي 317.81 كم2. بكثافة سكانية تبلغ 105 نسمة/كم2.